# 扁平拟闭口蟹
扁平拟闭口蟹（学名：Paracleistostoma depressum）为沙蟹總科大眼蟹科拟闭口蟹属的动物。分布于新加坡、马来半岛西岸以及中国大陆的海南、福建等地，生活环境为海水，多栖息于咸淡水小河泥滩上。

## 外部連結
維基物種上的相關：扁平拟闭口蟹
- . WoRMS.
- 扁平拟闭口蟹在NCBI的頁面連結